# Oligoclada nemesis
Oligoclada nemesis – gatunek ważki z rodziny ważkowatych (Libellulidae). Występuje na terenie Ameryki Południowej.